# 東田原村
東田原村（ひがしたわらむら）は、かつて岐阜県加茂郡にあった村である。
現在の関市東田原に該当する。

## 歴史
- 1889年（明治22年）7月1日 - 町村制により、東田原村が発足。
- 1897年（明治30年）4月1日 -西田原村、迫間村、小迫間村、大杉村、稲口村と合併し、田原村が発足。同日東田原村は廃止。